# Григорян, Сасун Хачикович
Сасун Хачикович Григорян (арм. Սասուն Խաչիկի Գրիգորյան; род. 6 января 1946, Верин-Сасунашен, Талинский район) ― советский и армянский врач, хирург, доктор медицинских наук (1991), профессор (1993).

## Биография
Родился 6 января 1946 года в селе Верин Саснашен, Талинский район, Армянская ССР, СССР.
В 1969 году окончил Ереванский государственный медицинский институт. В 1989-1991 годах учился в докторантуре Института хирургии имени Вишневского. В 1991 году защитил докторскую диссертацию.
С 1991 по 1993 год работал заместителем декана лечебного факультета Ереванского государственного медицинского университета. В 1993-2001 годах был деканом лечебного факультета ЕГМУ. В 1993 году стал профессором.
С 1997 года работал также в Гематологическом центре имени Рубена Еоляна, был консультантом по хирургии. В 2000―2008 годах трудился заведующим отделением общей хирургии в клинике. С 2008 года ― ученый секретарь Международной академии образования «Хайбусак».
Член Российской академии естественных наук с 1998 года, с 2011 года ― действительный член Европейской академии естественных наук.

## Научная деятельность
Первым в Армении применил методы лапароскопии и нетрадиционный хирургический доступ к удалению селезенки (спленэктомии) через грудную клетку.
Научные труды посвящены, в частности, желудочно-кишечным кровотечениям, гематологическим заболеваниям, кишечной непроходимости, заболеваниям поджелудочной железы. Занимался исследованиями в области воспалительных и раковых заболеваний груди, венозной хирургией.
Автор около 240 опубликованных научных работ, 6 учебных пособий, 18 методических указаний, 16 изобретательских предложений.
Выступал с научными докладами на республиканских, СНГ и международных конференциях.

## Награды
- Золотая медаль Ереванского государственного медицинского университета, 2000 год
- Медаль Европейской академии естественных наук (Германия), 2004 год
- Диплом и золотая медаль Пауля Эрлиха, Европейская комиссия естественных наук, 2005 год